# Joachim Wasserthal

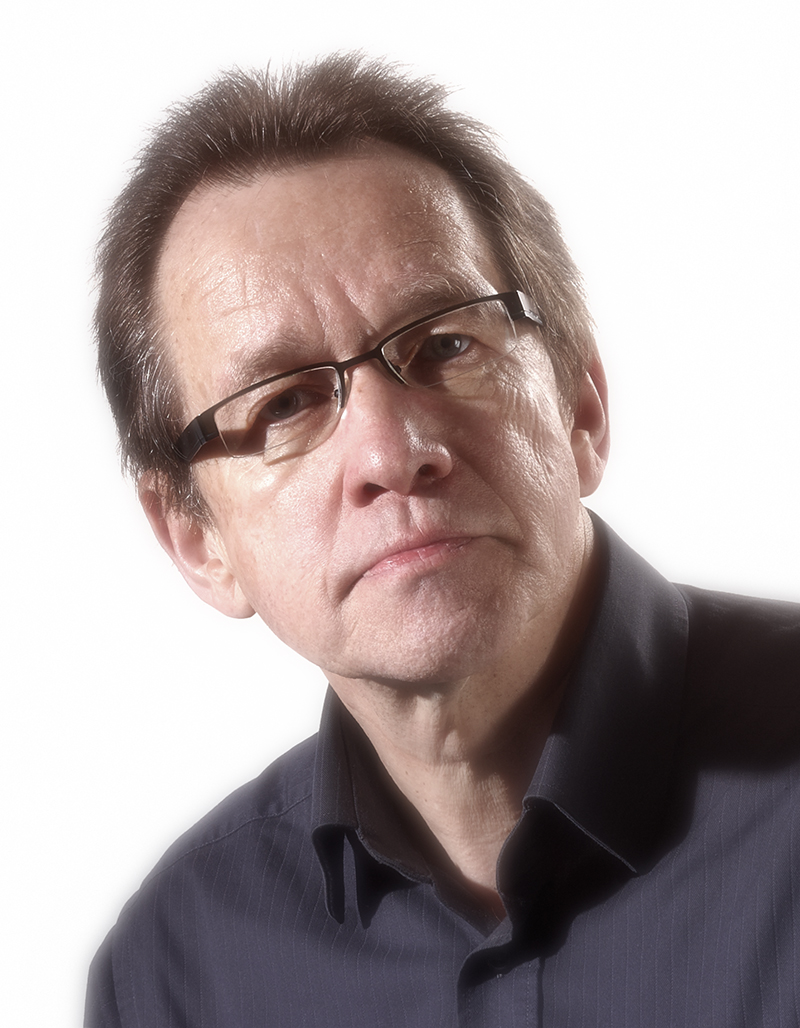
Joachim Wasserthal (2014)

Joachim Wasserthal (* 30. Juli 1954 in Hamburg) ist ein deutscher Industrie- und Werbefotograf und Fotokünstler. Er lebt und arbeitet in Marxzell bei Karlsruhe.

## Leben
1974 belegte er ein Studium in Berlin an der Technischen Fachhochschule, TFH (heute: Beuth Hochschule für Technik Berlin), Fachbereich Technik- und Industriedesign. Ab 1975 erfolgte der Besuch von Abendkursen für Malerei, Aquarell, Kohle- und Aktzeichnung an der neu gegründeten Hochschule der Künste (heute: Universität der Künste Berlin)
1976 folgte ein Besuch der Lazi Akademie – The European School of Film and Design mit dem Themenschwerpunkt Fotografie und Fotodesign.
1977 war er an der Staatlichen Akademie der Bildenden Künste Stuttgart Schüler und persönlicher Mitarbeiter von Hasso Bruse. 1978 arbeitete er als Assistent bei Rainer W. Schlegelmilch im Bund Freischaffender Foto-Designer mit dem Schwerpunkt: „Actionfotografie im Motorsport Formel 1“. 1980 folgte eine Tätigkeit als Werbefotograf im Fotostudio Feiler/Karlsruhe, Schwerpunkt kreative Foodfotografie für Gourmetmagazine „Feinschmecker“, „Essen & Trinken“.
1982 machte er sich mit der Gründung der Firma „Wasserthal Fotodesign“ in Ettlingen bei Karlsruhe selbständig. Schwerpunkt des Unternehmens ist Industrie- und Werbefotografie mit dem Schwerpunkt „Verknüpfung Kunst und bildnerische Gestaltung in der Werbefotografie“ (Bildcomposing analog).
1984 war er einberufenes Mitglied Deutsche Gesellschaft für Photographie (DGPh). Die Aufnahme erfolgte nach gutachterlichem Vorschlag durch zwei Mitglieder. Für die DGPh war Wasserthal als Dozent tätig und hielt Fachvorträge u. a. 1989 zum Thema „Verknüpfung Kunst und bildnerische Gestaltung in der Werbefotografie“ mit Workshops an der Großformatkamera im Internationalen Congress Centrum Berlin (ICC Berlin) und 1990 zum Thema "Kunstfotografie in der Werbung"  (Composing analog, Vielfachbelichtungen mit Maskiertechnik in der Großformatfotografie) im Axel-Springer-Haus (Hamburg).
1989 erlangte er den Meistertitel im Fotografenhandwerk an der Handwerkskammer Mannheim.
2002 war die Gründung des Firmenzweiges „level-extreme“, Herstellung und Verbreitung von surrealistischen Fotografien, darunter auch Panoramafotografie. 2009 erfolgte die Einrichtung einer eigenen Bildgalerie am Wohn- und Arbeitsort Marxzell im Nordschwarzwald. 2010 kam es zur Gründung des Firmenzweiges „Industriefilm-pro“ für kreative Industrie- und Werbefilmproduktionen.

## Bildveröffentlichungen
- 1991 – PHOTO TECHNIK INTERNATIONAL (heute photo-international) erschien beim Verlag Photo Technik International GmbH, München, Ausgabe 4/1991 Seite 20–27 Artikelüberschrift "Millimeterarbeit", Thema: Medizintechnik, künstlerische Darstellung von Kathetern und Instrumenten.
- 1993 – PROFIL  (Fachinformation für AV-Technik, Fotostudio und Labor) erschien ebenfalls beim Verlag Photo Technik 	International GmbH, München (heute photo-international) Ausgabe 1/1993: Titelbild, sowie Seite 16 bis 21, Artikelüberschrift ebenfalls "Millimeterarbeit", Thema: Medizintechnik, künstlerische Darstellung von Kathetern und Instrumenten.
- 2003 – Pixel-Guide (Digitale Fotografie und Imaging), erscheint beim Verlag GFW Photo Publishing GmbH, Düsseldorf, Ausgabe 6/2003 Seite 14 bis 19, Artikelüberschrift "Full Circle Emotion". Thema: Experimentelle Panoramafotografie und Bildverfremdungen
- 2005 – Photo-Presse (PP), Klie Verlagsgesellschaft mbH/Hann. Münden, Ausgabe 5/2005 Seite 18 bis 20, Artikelüberschrift "Panoramafotografie mal anders", Thema: Experimentelle Panoramafotografie und Bildverfremdungen Paul-Löbe-Haus, Berlin

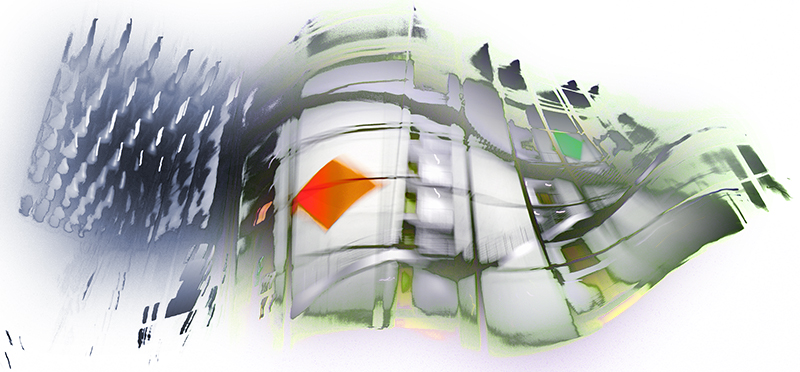
Paul-Löbe-Haus, Berlin

- 2006 – digit! (Das Profimagazin für digitale Bilder), Klie Verlagsgesellschaft mbH/Hann. Münden, Ausgabe 1/2006 Seite 36 (webscout „Kreative Ressourcen“) Thema: surrealistische Panoramafotografie „level-extreme“ Kronprinzenbrücke Berlin

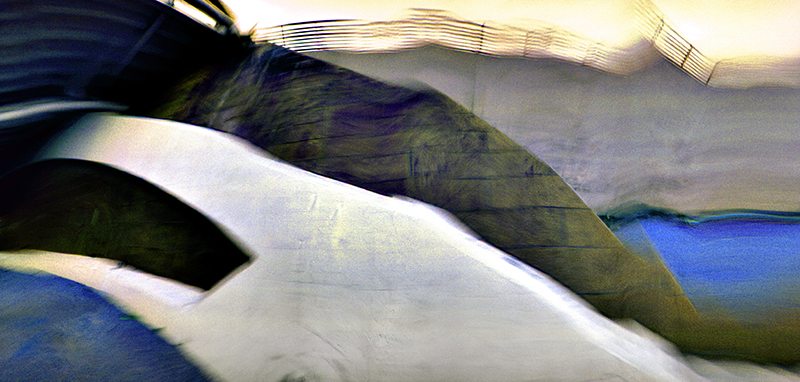
Kronprinzenbrücke Berlin

- 2008 – Mittelstand und Recht, Verlag Brennecke und Griebenow GdbR, Karlsruhe, Ausgabe 2/2008: Titelbild, sowie nahezu durchgängige Bebilderung bis Seite 31. Thema: Experimentelle Panoramafotografie und Bildverfremdungen

## Ausstellungen
- 2003 und 2007 Stilwerk#Berlin: Foto-Kunst Ausstellung der „FotoBild-Berlin“ unter der Leitung des Dr. Bernd Fechner (Delegierter im Deutschen Kunstrat)
- 2005 – Galerie Hotel Steigenberger (Berlin) Foto-Kunst Ausstellung "When reality becomes ART" von Oktober 2005 bis Januar 2006
- 2004 – Galerie Dr. Pohlmann (Malsch bei Karlsruhe) Ausstellung „When reality becomes ART“
- 2006 – ec4u expert consulting ag (Karlsruhe) Ausstellung „When reality becomes ART“
- 2009 – Foto- und Kunstgalerie „level-extreme“ Dauerausstellung in der eigenen Galerie am Wohn- und Geschäftsort Marxzell/Nordschwarzwald